# 中国共产党第十八届中央委员会委员列表

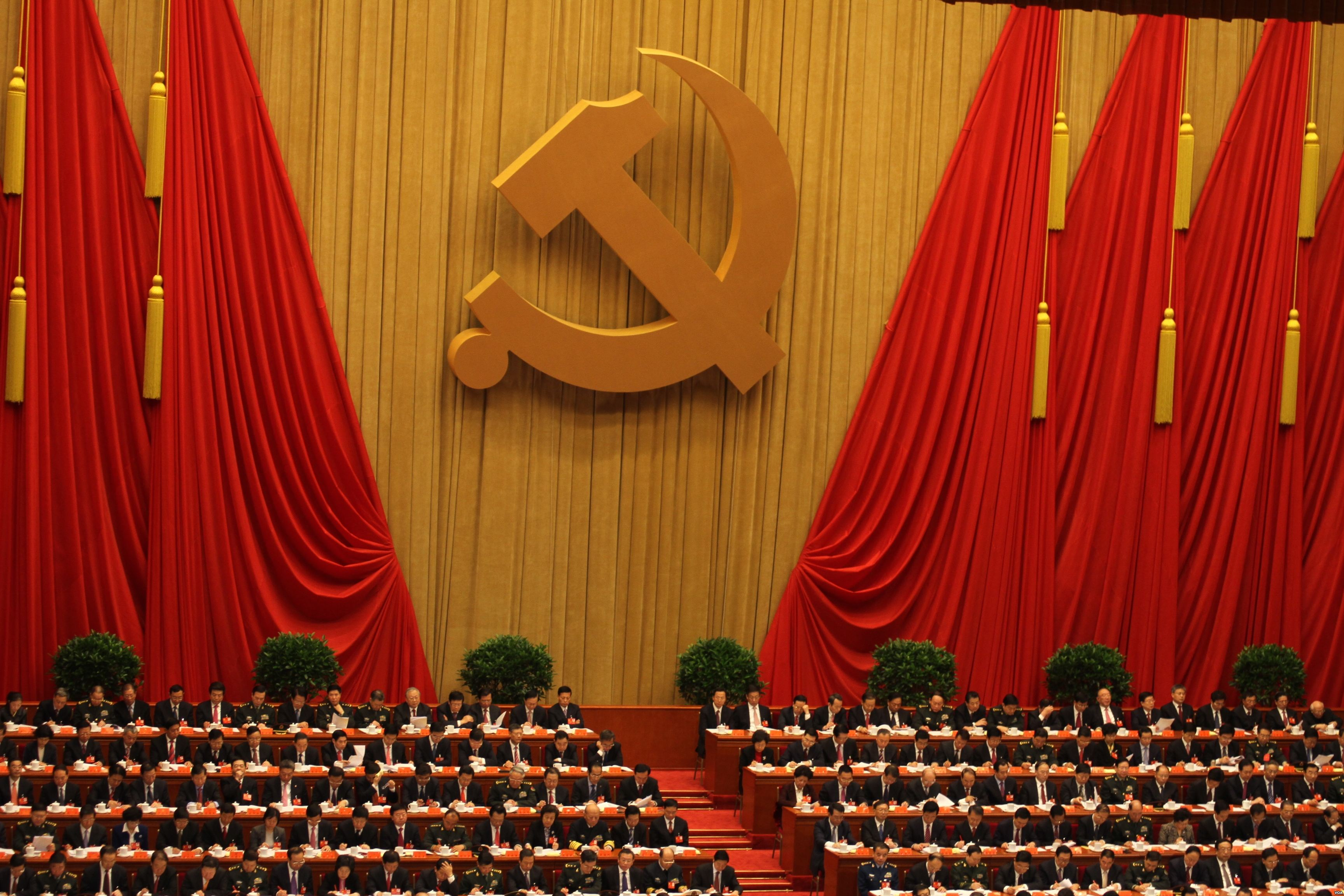
中共十八大会场人民大会堂

中国共产党第十八次全国代表大会于2012年11月8日至14日在中华人民共和国北京市召开。出席大会的代表2268人，特邀代表57人，代表当时全国8260万名党员。根据2012年10月22日中央政治局讨论通过的“两委”候选人预备人选建议名单，十八届中央委员候选人共224人。经过各代表团预选，11月13日，大会主席团第三次会议最终通过了“两委”候选人名单。11月14日，大会进行正式选举，205人得票过半数，当选中国共产党第十八届中央委员会委员。第十八届中央委员会委员的任期是2012年11月14日至2017年10月24日。11月15日，习近平在人民大会堂宴会厅主持召开了十八届一中全会，会议选举产生了十八届中央领导机构。初次当选的十八届中央委员中，有10位女性委员、10位少数民族委员、3位两院院士。在中国共产党第十八届中央委员会任内，有19位中央委员出缺，内中包括16人开除党籍，2人留党察看二年，1人病逝；另外，有19名候补中央委员递补为中央委员。本表列出中国共产党第十八届中央委员会委员的出生年月、籍贯信息、任内要职及变动情况。

## 委员名单
- 中国共产党第十八次全国代表大会选举产生第十八届中央委员会委员205名，按姓氏笔画为序：[4]
  - 于广洲、习近平、马凯、马飚（壮族）、马兴瑞、马晓天、王君、王侠（女）、王珉、王勇、王晨、王毅、王三运、王万宾、王玉普、王正伟（回族）、王东明、王光亚、王伟光 (1950年)、王安顺、王志刚、王岐山、王沪宁、王国生、王学军、王建平、王胜俊、王洪尧、王宪魁、王冠中、王家瑞、王教成、王新宪、王儒林、支树平、尤权、车俊、尹蔚民、巴音朝鲁（蒙古族）、巴特尔（蒙古族）、卢展工、叶小文、田中、田修思、白玛赤林（藏族）、白春礼（满族）、令计划、吉炳轩、朱小丹、朱福熙、全哲洙（朝鲜族）、刘鹏、刘源、刘鹤、刘云山、刘亚洲、刘成军、刘伟平、刘延东（女）、刘奇葆、刘晓江、刘家义、刘粤军、刘福连、许达哲、许其亮、许耀元、孙怀山、孙建国、孙春兰（女）、孙政才、孙思敬、苏树林、杜青林、杜金才、杜恒岩、李伟、李斌（女）、李从军、李东生、李立国、李纪恒、李克强、李学勇、李建华、李建国、李鸿忠、李源潮、杨晶（蒙古族）、杨传堂、杨金山、杨栋梁、杨洁篪、杨焕宁、肖钢、肖捷、吴昌德、吴胜利、吴爱英（女）、吴新雄、何毅亭、冷溶、汪洋、汪永清、沈跃跃（女）、沈德咏、宋大涵、宋秀岩（女）、张阳、张茅、张毅、张又侠、张仕波、张庆伟、张庆黎、张志军、张国清、张宝顺、张春贤、张高丽、张海阳、张裔炯、张德江、陆昊、陈希、陈雷、陈全国、陈求发（苗族）、陈宝生、陈政高、陈敏尔、努尔·白克力（维吾尔族）、苗圩、范长龙、林军、林左鸣、尚福林、罗志军、罗保铭、周济、周强、周本顺、周生贤、郑卫平、房峰辉、孟学农、孟建柱、项俊波、赵实（女）、赵正永、赵乐际、赵克石、赵克志、赵宗岐、赵洪祝、胡泽君（女）、胡春华、俞正声、姜大明、姜异康、骆惠宁、秦光荣、袁纯清、袁贵仁、耿惠昌、聂卫国、栗战书、贾廷安、夏宝龙、铁凝（女）、徐守盛、徐绍史、徐粉林、高虎城、郭声琨、郭金龙、郭庚茂、郭树清、黄兴国、黄奇帆、黄树贤、曹建明、戚建国、常万全、鹿心社、彭勇、彭清华、蒋定之、蒋建国、蒋洁敏、韩正、韩长赋、焦焕成、谢伏瞻、强卫、楼继伟、解振华、褚益民、蔡武、蔡名照、蔡英挺、蔡赴朝、雒树刚、魏亮、魏凤和
  - 递补委员：马建堂、王作安、毛万春、刘晓凯（苗族）、陈志荣（黎族）、金振吉（朝鲜族）、赵宪庚、咸辉（女，回族）、崔波、舒晓琴（女）、马顺清（回族）、王建军、李强、陈武（壮族）、陈鸣明（布依族）、赵立雄（白族）、赵树丛、段春华、洛桑江村（藏族）
- 十八大至十九大之间接受调查审查：蒋洁敏、李东生、杨金山、令计划、周本顺、杨栋梁、苏树林、王珉、孙政才、黄兴国、李立国、孙怀山、項俊波、吴爱英、王三运、杨焕宁、田修思、王建平、张阳、房峰辉
- 十九大至二十大之间接受调查审查：刘亚洲、杨晶、沈德咏、努尔·白克力、赵正永、秦光荣
- 二十大之后接受调查审查：罗保铭、魏凤和
- 任内因病去世：陈志荣

## 委员简介
共205人，按簡化字姓氏笔画为序：
| 姓名                     | 肖像 | 出生年月   | 籍贯             | 任内要职 | 备注                                                                                 | 参考                                    |
| ------------------------ | ---- | ---------- | ---------------- | --- | ------------------------------------------------------------------------------------ | --------------------------------------- |
| 于广洲                   |      | 1953年1月  | 江苏阜宁         | 海关总署署长 海关总署党组书记（至2017年6月） |                                                                                      | [ 6 ] [ 7 ]                             |
| 习近平                   |      | 1953年6月  | 陕西富平         | 中共中央总书记、中央军委主席 国家副主席（至2013年3月） 国家主席（2013年3月起） |                                                                                      | [ 8 ]                                   |
| 马凯                     |      | 1946年6月  | 上海             | 中央政治局委员 国务委员、国务院秘书长（至2013年3月） 国家行政学院院长（至2013年3月） 中央国家机关工委书记（至2013年3月） 国务院副总理（2013年3月起） |                                                                                      | [ 9 ]                                   |
| 马飚 （壮族）            |      | 1954年8月  | 广西田阳         | 广西壮族自治区党委副书记、自治区政府主席（至2013年3月） 全国政协副主席（2013年3月起） |                                                                                      | [ 10 ] [ 11 ]                           |
| 马兴瑞                   |      | 1959年10月 | 山东郓城         | 中国航天科技集团公司总经理、党组书记（至2013年3月） 工业和信息化部副部长（2013年3月至2013年11月） 工业和信息化部党组副书记（2013年5月至2013年11月） 国家国防科技工业局局长、党组书记（2013年3月至2013年11月） 广东省委副书记（2013年11月起） 广东省委政法委书记（2013年11月至2015年4月） 深圳市委书记（2015年3月至2016年12月） 广东省政府代省长、省长（2016年12月起） |                                                                                      | [ 12 ] [ 13 ] [ 14 ] [ 15 ] [ 16 ]      |
| 马晓天 空军上将          |      | 1949年8月  | 河南巩义         | 中央军委委员 空军司令员（至2017年8月） |                                                                                      | [ 17 ] [ 18 ] [ 19 ]                    |
| 王君                     |      | 1952年3月  | 山西大同         | 山西省委副书记、省政府省长（至2012年12月） 内蒙古自治区党委书记（2012年12月至2016年8月） 内蒙古自治区人大常委会主任（2013年1月至2017年1月） 全国人大民族委员会副主任委员（2016年9月起） |                                                                                      | [ 20 ]                                  |
| 王侠 （女）              |      | 1954年5月  | 陕西清涧         | 国家人口和计划生育委员会主任、党组书记（至2013年3月） 中华全国供销合作总社理事会主任、党组书记（2013年3月起） |                                                                                      | [ 21 ]                                  |
| 王珉                     |      | 1950年3月  | 安徽淮南         | 辽宁省委书记（至2015年4月） 辽宁省人大常委会主任（至2015年5月） 全国人大教科文卫委员会副主任委员（2015年7月至2016年3月） | 2016年3月4日涉嫌严重违纪接受组织调查， 8月10日公布开除党籍和公职。                   | [ 22 ] [ 23 ] [ 24 ] [ 25 ]             |
| 王勇                     |      | 1955年12月 | 辽宁盖州         | 国务院国有资产监督管理委员会主任、党委书记（至2013年3月） 国务委员（2013年3月） |                                                                                      | [ 26 ]                                  |
| 王晨                     |      | 1950年12月 | 北京             | 中央宣传部副部长，国务院新闻办公室主任（至2013年3月） 全国人大常委会副委员长兼秘书长（2013年3月起） 全国人大常委会机关党组书记（2015年7月起） |                                                                                      | [ 27 ] [ 28 ]                           |
| 王毅                     |      | 1953年10月 | 北京             | 国务院台湾事务办公室主任（至2013年3月） 外交部部长、党委副书记（2013年3月起） |                                                                                      | [ 29 ]                                  |
| 王三运                   |      | 1952年12月 | 山东单县         | 甘肃省委书记（至2017年4月） 甘肃省人大常委会主任（至2017年5月） 全国人大教科文卫委员会副主任委员（2017年4月至2017年7月） | 2017年7月11日涉嫌严重违纪接受组织审查， 9月22日公布开除党籍和公职。                  | [ 30 ] [ 31 ] [ 32 ]                    |
| 王万宾                   |      | 1949年7月  | 山西阳泉         | 全国人大常委会常务副秘书长、机关党组书记（正部长级，至2015年7月） 全国人大民族委员会副主任委员（2015年7月起） |                                                                                      | [ 33 ]                                  |
| 王玉普 院士              |      | 1956年10月 | 辽宁新民         | 中华全国总工会党组书记、副主席、书记处第一书记（至2013年2月） 中国工程院党组副书记（正部长级，2013年2月至2015年4月） 中国工程院副院长（2014年6月至2015年4月） 中国石油化工集团公司董事长、党组书记（2015年4月至2017年9月） 国家安全生产监督管理总局局长、党组书记（2017年9月起）                                                                                      |                                                                                      | [ 34 ]                                  |
| 王正伟 （回族）          |      | 1957年6月  | 宁夏同心         | 宁夏回族自治区党委副书记、自治区政府主席（至2013年3月） 全国政协副主席（2013年3月起） 国家民族事务委员会主任、党组书记（2013年3月至2016年4月） 中央统战部副部长（2015年4月至2016年4月） |                                                                                      | [ 35 ] [ 36 ]                           |
| 王东明                   |      | 1956年7月  | 辽宁宽甸         | 中央机构编制委员会办公室主任（至2012年11月） 四川省委书记（2012年11月起） 四川省人大常委会主任（2013年1月起） |                                                                                      | [ 37 ] [ 38 ]                           |
| 王光亚                   |      | 1950年3月  | 江苏阜宁         | 国务院港澳事务办公室主任、党组书记（至2017年9月） |                                                                                      | [ 39 ] [ 40 ]                           |
| 王伟光                   |      | 1950年2月  | 山东乳山         | 中国社会科学院党组副书记、常务副院长（正部长级，至2013年4月） 中国社会科学院院长、党组书记（2013年4月起） |                                                                                      | [ 41 ]                                  |
| 王安顺                   |      | 1957年12月 | 河南辉县         | 北京市委副书记，市政府代市长、市长（至2016年10月） 北京市政协主席（至2013年1月） 国务院发展研究中心党组书记（2016年10月起） |                                                                                      | [ 42 ]                                  |
| 王志刚                   |      | 1957年10月 | 安徽定远         | 科学技术部党组书记、副部长 |                                                                                      | [ 43 ]                                  |
| 王岐山                   |      | 1948年7月  | 山西天镇         | 中央政治局常委 中央纪律检查委员会书记 国务院副总理（至2013年3月） |                                                                                      | [ 44 ]                                  |
| 王沪宁                   |      | 1955年10月 | 山东莱州         | 中央政治局委员 中央政策研究室主任 中央全面深化改革领导小组办公室主任（2014年1月起） |                                                                                      | [ 45 ] [ 46 ]                           |
| 王国生                   |      | 1956年5月  | 山东东阿         | 湖北省委副书记、省政府省长（至2016年6月） 青海省委书记（2016年6月起） 青海省人大常委会主任（2017年1月起） |                                                                                      | [ 47 ]                                  |
| 王学军                   |      | 1952年12月 | 河北南皮         | 国务院副秘书长，国家信访局局长、党组书记（正部长级，至2013年3月） 安徽省委副书记（2013年3月至2015年5月） 安徽省人民政府代省长、省长（2013年3月至2015年6月） 安徽省委书记（2015年5月至2016年8月） 安徽省人大常委会主任（2015年7月至2016年9月） 全国人大教科文卫委员会副主任委员（2016年9月起）                                                                         |                                                                                      | [ 48 ] [ 49 ] [ 50 ]                    |
| 王建平 上将              |      | 1953年12月 | 辽宁抚顺         | 武警部队司令员（至2014年12月） 中国人民解放军副总参谋长（2014年12月至2015年11月） 中央军委联合参谋部副参谋长（2015年11月至2016年8月） | 2016年8月25日涉嫌严重违纪接受组织审查， 2017年10月14日公布已开除党籍。               | [ 51 ] [ 52 ] [ 53 ]                    |
| 王胜俊                   |      | 1946年10月 | 安徽宿州         | 最高人民法院院长（至2013年3月） 全国人大常委会副委员长（2013年3月起） |                                                                                      | [ 54 ]                                  |
| 王洪尧 上将              |      | 1951年11月 | 山东济宁         | 中国人民解放军总装备部政治委员（至2015年11月） 中央军委装备发展部政治委员（2015年11月至2017年1月） | 2013年7月晋升为上将军衔。                                                            | [ 55 ] [ 56 ] [ 57 ]                    |
| 王宪魁                   |      | 1952年7月  | 河北沧县         | 黑龙江省委副书记、省政府省长（至2013年3月） 黑龙江省委书记（2013年3月至2017年4月） 黑龙江省人大常委会主任（2013年6月至2017年6月） 全国人大教科文卫委员会副主任委员（2017年4月起） |                                                                                      | [ 58 ]                                  |
| 王冠中 上将              |      | 1953年2月  | 黑龙江肇东       | 中国人民解放军副总参谋长（至2015年11月） 中央军委联合参谋部副参谋长（2015年11月至2017年1月） | 2015年7月晋升上将军衔。                                                              | [ 59 ] [ 60 ] [ 61 ]                    |
| 王家瑞                   |      | 1949年9月  | 河北秦皇岛       | 中央对外联络部部长（至2015年11月） 全国政协副主席（2013年3月起） |                                                                                      | [ 62 ] [ 63 ]                           |
| 王教成 上将              |      | 1952年12月 | 安徽来安         | 沈阳军区司令员（至2016年1月） 南部战区司令员（2016年1月至2017年1月） | 非十八大代表。 2014年7月晋升上将军衔。                                               | [ 64 ] [ 65 ] [ 66 ] [ 67 ]             |
| 王新宪                   |      | 1954年11月 | 山西沁县         | 中国残疾人联合会副主席 中国残联党组书记、执行理事会主席（至2013年9月） 全国政协社会和法制委员会副主任（2013年11月起） |                                                                                      | [ 68 ]                                  |
| 王儒林                   |      | 1953年4月  | 河南濮阳         | 吉林省委副书记、省政府省长（至2012年12月） 吉林省委书记（2012年12月至2014年8月） 吉林省人大常委会主任（2013年1月至2014年9月） 山西省委书记（2014年8月至2016年6月） 山西省人大常委会主任（2014年9月至2017年1月） 全国人大农业与农村委员会副主任委员（2016年7月起） |                                                                                      | [ 69 ] [ 70 ]                           |
| 支树平                   |      | 1953年6月  | 山西怀仁         | 国家质量监督检验检疫总局局长 国家质量监督检验检疫总局党组书记（至2017年5月） |                                                                                      | [ 71 ] [ 72 ]                           |
| 尤权                     |      | 1954年1月  | 河北卢龙         | 国务院常务副秘书长（至2012年12月） 福建省委书记（2012年12月起） 福建省人大常委会主任（2013年2月起） |                                                                                      | [ 73 ] [ 74 ]                           |
| 车俊                     |      | 1955年7月  | 安徽巢湖         | 新疆维吾尔自治区党委副书记（至2016年6月） 新疆生产建设兵团党委书记、政委（正部长级，至2015年4月） 浙江省委副书记（2016年6月至2017年4月） 浙江省政府代省长、省长（2016年7月至2017年4月） 浙江省委书记（2017年4月起） 浙江省人大常委会主任（2017年7月起） |                                                                                      | [ 75 ] [ 76 ] [ 77 ]                    |
| 尹蔚民                   |      | 1953年1月  | 河北灵寿         | 中央组织部副部长 人力资源和社会保障部部长、党组书记 国家公务员局局长（至2014年8月） |                                                                                      | [ 78 ]                                  |
| 巴音朝鲁 （蒙古族）      |      | 1955年10月 | 内蒙古鄂托克前旗 | 吉林省政协主席（至2013年1月） 吉林省委副书记（2012年12月至2014年8月） 吉林省政府代省长、省长（2012年12月至2014年9月） 吉林省委书记（2014年8月起） 吉林省人大常委会主任（2014年10月起） |                                                                                      | [ 79 ] [ 80 ]                           |
| 巴特尔 （蒙古族）        |      | 1955年2月  | 辽宁康平         | 内蒙古自治区党委副书记、自治区政府主席（至2016年3月) 国家民族事务委员会主任、党组书记，中央统战部副部长（2016年3月起） |                                                                                      | [ 81 ] [ 82 ]                           |
| 卢展工                   |      | 1952年5月  | 浙江慈溪         | 河南省委书记、省人大常委会主任（至2013年3月） 全国政协副主席（2013年3月起） |                                                                                      | [ 83 ] [ 84 ]                           |
| 叶小文                   |      | 1950年8月  | 湖南宁乡         | 中央社会主义学院党组书记、第一副院长（正部长级，至2016年2月） 全国政协文史和学习委员会副主任（2016年2月起） |                                                                                      | [ 85 ] [ 86 ]                           |
| 田中 海军中将            |      | 1956年12月 | 河北黄骅         | 济南军区副司令员、海军北海舰队司令员（至2013年12月） 海军副司令员（2013年12月起） | 非十八大代表。                                                                       | [ 64 ] [ 87 ]                           |
| 田修思 空军上将          |      | 1950年2月  | 河南孟州         | 空军政治委员（至2015年7月） 全国人大外事委员会副主任委员（2015年8月至2016年7月） | 2016年7月5日涉嫌严重违纪接受组织审查， 2017年10月14日公布已开除党籍。                | [ 88 ] [ 89 ] [ 90 ]                    |
| 白玛赤林 （藏族）        |      | 1951年10月 | 西藏丁青         | 西藏自治区党委副书记（至2016年11月） 西藏自治区政府主席（至2013年1月） 西藏自治区人大常委会主任（2013年1月至2017年1月） 全国人大民族委员会副主任委员（2013年3月起） |                                                                                      | [ 91 ] [ 92 ]                           |
| 白春礼 院士 （满族）     |      | 1953年9月  | 辽宁丹东         | 中国科学院院长、党组书记 |                                                                                      | [ 93 ]                                  |
| 令计划                   |      | 1956年10月 | 山西平陆         | 中央统战部部长（至2014年12月） 全国政协副主席（2013年3月至2014年12月） | 2014年12月22日涉嫌严重违纪接受组织审查， 2015年7月20日给予开除党籍和公职处分。       | [ 94 ] [ 95 ]                           |
| 吉炳轩                   |      | 1951年11月 | 河南孟津         | 黑龙江省委书记（至2013年3月） 黑龙江省人大常委会主任（至2013年6月） 全国人大常委会副委员长（2013年3月起） |                                                                                      | [ 96 ]                                  |
| 朱小丹                   |      | 1953年1月  | 浙江温州         | 广东省委副书记、省政府省长（至2016年12月） 全国人大财政经济委员会副主任委员（2017年2月起） |                                                                                      | [ 97 ] [ 98 ]                           |
| 朱福熙 上将              |      | 1955年7月  | 浙江临海         | 成都军区政治委员（至2016年1月） 西部战区政治委员（2016年1月至2017年1月） | 2016年7月晋升上将军衔。                                                              | [ 99 ] [ 100 ] [ 101 ] [ 102 ]          |
| 全哲洙 （朝鲜族）        |      | 1952年3月  | 吉林龙井         | 中央统战部副部长，全国工商联党组书记、常务副主席（至2017年4月） |                                                                                      | [ 103 ] [ 104 ]                         |
| 刘鹏                     |      | 1951年9月  | 重庆合川         | 国家体育总局局长、党组书记（至2016年10月） 全国政协外事委员会副主任（2016年11月起） |                                                                                      | [ 105 ] [ 106 ] [ 107 ]                 |
| 刘源 上将                |      | 1951年2月  | 湖南宁乡         | 总后勤部政治委员（至2015年11月） 全国人大财政经济委员会副主任委员（2016年2月起） |                                                                                      | [ 108 ] [ 109 ]                         |
| 刘鹤                     |      | 1952年1月  | 河北昌黎         | 国务院发展研究中心党组书记、副主任（至2013年3月） 中央财经领导小组办公室主任（2013年3月起） 国家发展和改革委员会副主任（2013年3月起） 国家发展和改革委员会党组副书记（2015年1月起） |                                                                                      | [ 110 ] [ 111 ]                         |
| 刘云山                   |      | 1947年7月  | 山西忻州         | 中央政治局常委、中央书记处书记 中央文明委主任、中央党校校长 中央宣传部部长（至2012年11月） |                                                                                      | [ 112 ]                                 |
| 刘亚洲 空军上将          |      | 1952年10月 | 安徽宿县         | 国防大学政治委员（至2017年1月） |                                                                                      | [ 113 ] [ 114 ]                         |
| 刘成军 空军上将          |      | 1949年12月 | 山东成武         | 军事科学院院长（至2014年12月） 全国人大教科文卫委员会副主任委员（2015年2月起） |                                                                                      | [ 115 ] [ 116 ]                         |
| 刘伟平                   |      | 1953年5月  | 黑龙江富锦       | 甘肃省委副书记、省政府省长（至2016年3月） 中国科学院副院长、党组副书记（正部长级，2016年3月起） |                                                                                      | [ 117 ] [ 118 ]                         |
| 刘延东 （女）            |      | 1945年11月 | 江苏南通         | 中央政治局委员 国务委员（至2013年3月） 国务院副总理（2013年3月起） |                                                                                      | [ 119 ]                                 |
| 刘奇葆                   |      | 1953年1月  | 安徽宿松         | 中央政治局委员、中央书记处书记 中央宣传部部长 四川省委书记、省人大常委会主任（至2012年11月） |                                                                                      | [ 120 ] [ 121 ]                         |
| 刘晓江 海军上将          |      | 1949年12月 | 江西吉安         | 海军政治委员（至2014年12月） 全国人大外事委员会副主任委员（2015年2月起） |                                                                                      | [ 115 ] [ 116 ]                         |
| 刘家义                   |      | 1956年8月  | 重庆开县         | 审计署审计长、党组书记（至2017年4月） 山东省委书记（2017年3月起） 山东省人大常委会主任（2017年4月起） |                                                                                      | [ 122 ] [ 123 ] [ 124 ]                 |
| 刘粤军 上将              |      | 1954年9月  | 山东荣成         | 兰州军区司令员（至2016年1月） 东部战区司令员（2016年1月起） | 2015年7月晋升上将军衔。                                                              | [ 125 ] [ 126 ]                         |
| 刘福连 上将              |      | 1952年8月  | 安徽来安         | 北京军区政治委员（至2015年11月） 战略支援部队政治委员（2015年11月至2017年1月） | 2013年7月晋升上将军衔。                                                              | [ 127 ]                                 |
| 许达哲                   |      | 1956年9月  | 湖南浏阳         | 中国航天科工集团公司总经理、党组书记（至2013年4月） 中国航天科技集团公司董事长、党组书记（2013年4月至2013年12月） 工业和信息化部副部长、党组副书记（2013年12月至2016年8月） 国家国防科技工业局局长、党组书记（2013年12月至2016年8月） 湖南省委副书记（2016年8月起） 湖南省政府代省长、省长（2016年9月起）                                                             |                                                                                      | [ 128 ]                                 |
| 许其亮 空军上将          |      | 1950年3月  | 山东临朐         | 中央政治局委员 中央军委副主席 |                                                                                      | [ 129 ]                                 |
| 许耀元 上将              |      | 1952年12月 | 江苏吴江         | 武警部队政治委员（至2014年12月） 军事科学院政治委员（2014年12月至2017年1月） |                                                                                      | [ 130 ] [ 131 ]                         |
| 孙怀山                   |      | 1952年7月  | 江苏涟水         | 全国政协常务副秘书长（正部长级，至2016年8月） 全国政协机关党组书记（至2015年2月） 全国政协机关党组副书记（2015年2月至2016年6月） 全国政协港澳台侨委员会主任（2016年8月至2017年3月） | 2017年3月2日因涉嫌严重违纪接受组织审查， 6月2日公布开除党籍和公职。                  | [ 132 ] [ 133 ] [ 134 ] [ 135 ]         |
| 孙建国 海军上将          |      | 1952年2月  | 河北吴桥         | 副总参谋长（至2015年11月） 中央军委联合参谋部副参谋长（2015年11月至2017年1月） |                                                                                      | [ 136 ]                                 |
| 孙春兰 （女）            |      | 1950年5月  | 河北饶阳         | 中央政治局委员 天津市委书记（至2014年12月） 中央统战部部长（2014年12月起） 福建省委书记（至2012年11月） 福建省人大常委会主任（至2013年1月） |                                                                                      | [ 137 ]                                 |
| 孙政才                   |      | 1963年9月  | 山东荣成         | 中央政治局委员（至2017年9月） 重庆市委书记（至2017年7月） 吉林省委书记（至2012年11月） 吉林省人大常委会主任（至2013年1月） | 2017年7月24日涉嫌严重违纪接受组织审查， 9月29日给予开除党籍公职处分。                | [ 138 ] [ 139 ]                         |
| 孙思敬 武警上将          |      | 1951年12月 | 山东青岛         | 军事科学院政治委员（至2014年12月） 武警部队政治委员（2014年12月至2017年1月） |                                                                                      | [ 140 ] [ 141 ]                         |
| 苏树林                   |      | 1962年3月  | 山东东阿         | 福建省委副书记，省政府省长（至2015年10月） | 2015年10月7日涉嫌严重违纪接受组织调查， 2017年7月4日公布开除党籍公职。               | [ 142 ] [ 143 ]                         |
| 杜青林                   |      | 1946年11月 | 吉林磐石         | 中央书记处书记 全国政协副主席 |                                                                                      | [ 144 ]                                 |
| 杜金才 上将              |      | 1952年1月  | 河北景县         | 中央纪委副书记 中央军委纪委书记（至2017年1月） 总政治部副主任（至2015年11月） |                                                                                      | [ 145 ] [ 146 ]                         |
| 杜恒岩 上将              |      | 1951年7月  | 山东龙口         | 济南军区政治委员（至2015年11月） 中央军委政治工作部副主任（2015年11月至2017年1月） |                                                                                      | [ 147 ]                                 |
| 李伟                     |      | 1953年8月  | 江苏丰县         | 国务院发展研究中心主任、党组副书记 |                                                                                      | [ 148 ]                                 |
| 李斌 （女）              |      | 1954年10月 | 辽宁抚顺         | 安徽省委副书记、省政府省长（至2013年3月） 国家卫生和计划生育委员会主任、党组书记（2013年3月起） |                                                                                      | [ 149 ]                                 |
| 李从军                   |      | 1949年10月 | 安徽六安         | 新华社社长、党组书记（至2014年12月） 全国政协教科文卫体委员会副主任（2015年2月起） |                                                                                      | [ 150 ] [ 151 ]                         |
| 李东生 副总警监          |      | 1955年12月 | 山东诸城         | 公安部副部长、党委副书记（至2013年12月） 中央610办公室主任（至2013年12月） | 2013年12月20日涉嫌严重违纪违法接受组织调查， 2014年6月30日公布给予开除党籍公职处分。 | [ 152 ] [ 153 ]                         |
| 李立国                   |      | 1953年11月 | 河北玉田         | 民政部部长（至2016年11月） 民政部党组书记（至2016年10月） | 2017年2月8日公布给予留党察看二年处分， 降为副局级非领导职务。                        | [ 154 ] [ 155 ] [ 156 ]                 |
| 李纪恒                   |      | 1957年1月  | 广西贵港         | 云南省委副书记，省政府省长（至2014年10月） 云南省委书记（至2016年8月） 云南省人大常委会主任（2015年1月至2016年9月） 内蒙古自治区党委书记（2016年8月起） 内蒙古自治区人大常委会主任（2017年1月起） |                                                                                      | [ 157 ] [ 158 ]                         |
| 李克强                   |      | 1955年7月  | 安徽定远         | 中央政治局常委 国务院副总理（至2013年3月） 国务院总理（2013年3月起） |                                                                                      | [ 159 ]                                 |
| 李学勇                   |      | 1950年9月  | 河北石家庄       | 江苏省委副书记、省政府省长（至2015年12月） 全国人大财政经济委员会副主任委员（2015年12月起） |                                                                                      | [ 160 ]                                 |
| 李建华                   |      | 1954年9月  | 河北故城         | 国家行政学院党委书记、副院长（至2013年3月） 宁夏回族自治区党委书记（2013年3月至2017年4月） 宁夏回族自治区人大常委会主任（2013年4月至2017年5月） 全国政协提案委员会副主任（2017年6月起） |                                                                                      | [ 161 ] [ 162 ]                         |
| 李建国                   |      | 1946年4月  | 山东鄄城         | 中央政治局委员 全国人大常委会副委员长 全国人大常委会秘书长（至2013年3月） 中华全国总工会主席（2013年3月起） |                                                                                      | [ 163 ]                                 |
| 李鸿忠                   |      | 1956年8月  | 山东昌乐         | 湖北省委书记（至2016年9月） 湖北省人大常委会主任（至2017年1月） 天津市委书记（2016年9月起） |                                                                                      | [ 164 ] [ 165 ]                         |
| 李源潮                   |      | 1950年11月 | 江苏涟水         | 中央政治局委员 中央组织部部长（至2012年11月） 国家副主席（2013年3月起） |                                                                                      | [ 166 ]                                 |
| 杨晶 （蒙古族）          |      | 1953年12月 | 内蒙古准格尔旗   | 中央书记处书记 国家民族事务委员会主任、党组书记（至2013年3月） 国务委员兼国务院秘书长、机关党组书记（2013年3月起） 中央国家机关工委书记（2013年3月起） 国家行政学院院长（2013年3月起） |                                                                                      | [ 167 ] [ 168 ]                         |
| 杨传堂                   |      | 1954年5月  | 山东禹城         | 交通运输部党组书记 交通运输部部长（至2016年9月） |                                                                                      | [ 169 ] [ 170 ]                         |
| 杨金山 中将              |      | 1954年8月  | 河南息县         | 西藏自治区党委常委、西藏军区司令员（至2013年7月） 成都军区副司令员（2013年7月至2014年7月） | 非十八大代表。 2014年10月24日公布已开除党籍。                                        | [ 64 ] [ 171 ] [ 172 ]                  |
| 杨栋梁                   |      | 1954年1月  | 河北青县         | 国家安全生产监督管理总局局长、党组书记（至2015年8月） | 2015年8月18日因涉嫌严重违纪违法接受组织调查， 10月16日公布给予开除党籍公职处分。     | [ 173 ] [ 174 ]                         |
| 杨洁篪                   |      | 1950年5月  | 上海             | 外交部部长、党委副书记（至2013年3月） 国务委员，中央外事工作领导小组办公室主任（2013年3月起） |                                                                                      | [ 175 ]                                 |
| 杨焕宁                   |      | 1957年3月  | 山东安丘         | 公安部常务副部长、党委副书记（正部长级，至2015年10月） 国家安全生产监督管理总局局长、党组书记（2015年10月至2017年7月） | 2017年7月31日公布给予留党察看二年处分， 降为副局级非领导职务。                       | [ 176 ]                                 |
| 肖钢                     |      | 1958年8月  | 江西吉安         | 中国银行股份有限公司董事长、党委书记（至2013年3月） 中国证监会主席、党委书记（2013年3月至2016年2月） |                                                                                      | [ 177 ] [ 178 ]                         |
| 肖捷                     |      | 1957年6月  | 辽宁开原         | 国家税务总局局长、党组书记（至2013年3月） 国务院常务副秘书长（正部长级，2013年3月至2017年2月） 财政部部长、党组书记（2016年11月起） |                                                                                      | [ 179 ] [ 180 ]                         |
| 吴昌德 上将              |      | 1952年5月  | 江西大余         | 总政治部副主任（至2015年11月） 中央军委政治工作部副主任（2015年11月至2017年1月） | 2013年7月晋升上将军衔。                                                              | [ 181 ]                                 |
| 吴胜利 海军上将          |      | 1945年8月  | 河北吴桥         | 中央军委委员 海军司令员（至2017年1月） |                                                                                      | [ 182 ]                                 |
| 吴爱英 （女）            |      | 1951年12月 | 山东昌乐         | 司法部部长、党组书记（至2017年2月） | 2017年5月被给予开除党籍处分， 降为副局级非领导职务。                                 | [ 183 ]                                 |
| 吴新雄                   |      | 1949年10月 | 江苏江阴         | 国家电力监管委员会主席、党组书记（至2013年3月） 国家发展和改革委员会副主任（正部长级，2013年3月至2015年1月） 国家能源局局长、党组书记（2013年3月至2015年1月） 全国政协经济委员会副主任（2015年2月起） |                                                                                      | [ 184 ] [ 185 ] [ 186 ] [ 151 ]         |
| 何毅亭                   |      | 1952年1月  | 陕西汉中         | 中央政策研究室常务副主任（正部长级，至2013年9月） 中央党校常务副校长（正部长级，2013年9月起） |                                                                                      | [ 187 ]                                 |
| 冷溶                     |      | 1953年8月  | 山东平度         | 中央文献研究室主任 |                                                                                      | [ 188 ]                                 |
| 汪洋                     |      | 1955年3月  | 安徽宿州         | 中央政治局委员 广东省委书记（至2012年12月） 国务院副总理（2013年3月起） |                                                                                      | [ 189 ] [ 190 ]                         |
| 汪永清                   |      | 1959年9月  | 江西贵溪         | 中央国家机关工委常务副书记（正部长级，至2012年11月） 中央机构编制委员会办公室主任（2012年11月至2013年4月） 中央政法委员会秘书长，国务院副秘书长（2013年4月起） |                                                                                      | [ 191 ] [ 192 ]                         |
| 沈跃跃 （女）            |      | 1957年1月  | 浙江宁波         | 中央组织部常务副部长（正部长级，至2013年4月） 全国人大常委会副委员长（2013年3月起） 全国妇联主席（2013年5月起） |                                                                                      | [ 193 ]                                 |
| 沈德咏 一级大法官        |      | 1954年3月  | 江西修水         | 最高人民法院党组副书记、常务副院长（正部长级） |                                                                                      | [ 194 ]                                 |
| 宋大涵                   |      | 1952年12月 | 吉林东丰         | 国务院法制办公室主任 国务院法制办公室党组书记（至2017年2月） |                                                                                      | [ 195 ]                                 |
| 宋秀岩 （女）            |      | 1955年10月 | 天津             | 全国妇联党组书记、副主席、书记处第一书记 |                                                                                      | [ 196 ]                                 |
| 张阳 上将                |      | 1951年8月  | 河北武强         | 中央军委委员 总政治部主任（至2015年11月） 中央军委政治工作部主任（2015年11月至2017年8月） | 2017年8月28日因涉嫌违纪违法接受组织谈话， 11月23日自杀身亡。                         | [ 197 ]                                 |
| 张茅                     |      | 1954年2月  | 山东巨野         | 卫生部党组书记、副部长（至2013年3月） 国家工商行政管理总局局长、党组书记（2013年3月起） |                                                                                      | [ 198 ]                                 |
| 张毅                     |      | 1950年8月  | 黑龙江海伦       | 宁夏回族自治区党委书记、自治区人大常委会主任（至2013年3月） 国务院国有资产监督管理委员会党委书记（2013年3月至2016年12月） 国务院国有资产监督管理委员会副主任（2013年3月至2013年12月） 国务院国有资产监督管理委员会主任（2013年12月至2016年1月） 全国人大内务司法委员会副主任委员（2016年12月起）                                                                      |                                                                                      | [ 199 ] [ 200 ] [ 201 ] [ 202 ] [ 203 ] |
| 张又侠 上将              |      | 1950年7月  | 陕西渭南         | 中央军委委员 总装备部部长（至2015年11月） 中央军委装备发展部部长（2015年11月至2017年8月） |                                                                                      | [ 204 ]                                 |
| 张仕波 上将              |      | 1952年2月  | 浙江诸暨         | 北京军区司令员（至2014年12月） 国防大学校长（2014年12月至2017年1月） | 2015年7月晋升上将军衔。                                                              | [ 205 ] [ 60 ] [ 114 ]                  |
| 张庆伟                   |      | 1961年11月 | 河北乐亭         | 河北省委副书记（至2017年3月） 河北省政府省长（至2017年4月） 黑龙江省委书记（2017年3月起） 黑龙江省人大常委会主任（2017年6月起） |                                                                                      | [ 206 ] [ 207 ]                         |
| 张庆黎                   |      | 1951年1月  | 山东东平         | 河北省委书记（至2013年3月） 河北省人大常委会主任（至2014年1月） 全国政协副主席兼秘书长（2013年3月起） 全国政协机关党组书记（2015年2月起） |                                                                                      | [ 208 ]                                 |
| 张志军                   |      | 1953年2月  | 江苏南通         | 外交部党委书记、常务副部长（至2013年3月） 国务院台湾事务办公室主任（2013年3月起） |                                                                                      | [ 209 ]                                 |
| 张国清                   |      | 1964年8月  | 河南罗山         | 中国兵器工业集团公司总经理、党组副书记（至2013年4月） 中国北方工业公司董事长（至2013年4月） 重庆市委副书记（2013年4月起） 重庆市政府代市长、市长（2016年12月起） |                                                                                      | [ 210 ]                                 |
| 张宝顺                   |      | 1950年2月  | 河北秦皇岛       | 安徽省委书记（至2015年5月） 安徽省人大常委会主任（至2015年6月） 全国人大环境与资源保护委员会副主任委员（2015年7月起） |                                                                                      | [ 211 ] [ 212 ]                         |
| 张春贤                   |      | 1953年5月  | 河南禹州         | 中央政治局委员 新疆维吾尔自治区党委书记（至2016年8月） |                                                                                      | [ 213 ]                                 |
| 张高丽                   |      | 1946年11月 | 福建晋江         | 中央政治局常委 天津市委书记（至2012年11月） 国务院副总理（2013年3月起） |                                                                                      | [ 214 ]                                 |
| 张海阳 上将              |      | 1949年7月  | 湖南平江         | 第二炮兵政治委员（至2014年12月） 全国人大法律委员会副主任委员（2015年2月起） |                                                                                      | [ 115 ] [ 116 ]                         |
| 张裔炯                   |      | 1955年10月 | 上海             | 中央统战部常务副部长（正部长级） |                                                                                      | [ 215 ]                                 |
| 张德江                   |      | 1946年11月 | 辽宁台安         | 中央政治局常委 国务院副总理（至2013年3月） 重庆市委书记（至2012年11月） 全国人大常委会委员长（2013年3月起） |                                                                                      | [ 216 ]                                 |
| 陆昊                     |      | 1967年6月  | 上海             | 共青团中央第一书记（至2013年3月） 黑龙江省委副书记，省政府代省长、省长（2013年3月起） |                                                                                      | [ 217 ]                                 |
| 陈希                     |      | 1953年9月  | 福建莆田         | 中国科协党组书记、副主席、书记处第一书记（至2013年4月） 中央组织部常务副部长（正部长级，2013年4月起） |                                                                                      | [ 218 ] [ 219 ]                         |
| 陈雷                     |      | 1954年6月  | 北京             | 水利部部长、党组书记 |                                                                                      | [ 220 ] [ 221 ]                         |
| 陈全国                   |      | 1955年11月 | 河南平舆         | 西藏自治区党委书记（至2016年8月） 新疆维吾尔自治区党委书记（2016年8月起） |                                                                                      | [ 222 ]                                 |
| 陈求发 （苗族）          |      | 1954年12月 | 湖南城步         | 工业和信息化部副部长、党组副书记（至2013年1月） 国家国防科技工业局局长、党组书记（至2013年1月） 湖南省政协主席（2013年1月至2016年1月） 辽宁省委副书记，省政府代省长、省长（2015年4月起） |                                                                                      | [ 223 ] [ 224 ]                         |
| 陈宝生                   |      | 1956年5月  | 甘肃兰州         | 中央党校副校长兼秘书长（至2013年3月） 国家行政学院党委书记、副院长（2013年3月至2016年7月） 教育部党组书记（2016年6月起） 教育部部长（2016年7月起） |                                                                                      | [ 225 ]                                 |
| 陈政高                   |      | 1952年3月  | 辽宁海城         | 辽宁省委副书记、省政府省长（至2014年4月） 住房和城乡建设部党组书记（2014年4月至2017年5月） 住房和城乡建设部部长（2014年6月至2017年6月） |                                                                                      | [ 226 ] [ 227 ]                         |
| 陈敏尔                   |      | 1960年9月  | 浙江诸暨         | 贵州省委副书记（至2015年7月） 贵州省政府代省长、省长（2012年12月至2015年10月） 贵州省委书记（2015年7月至2017年7月） 贵州省人大常委会主任（2016年1月起） 重庆市委书记（2017年7月起） |                                                                                      | [ 228 ] [ 229 ] [ 230 ]                 |
| 努尔·白克力 （维吾尔族） |      | 1961年8月  | 新疆博乐         | 新疆维吾尔自治区党委副书记、自治区政府主席（至2014年12月） 国家发展和改革委员会副主任（正部长级，2015年1月起） 国家能源局局长、党组书记（2015年1月起） |                                                                                      | [ 231 ] [ 232 ] [ 233 ]                 |
| 苗圩                     |      | 1955年5月  | 北京             | 工业和信息化部部长、党组书记 |                                                                                      | [ 234 ]                                 |
| 范长龙 上将              |      | 1947年5月  | 辽宁丹东         | 中央政治局委员 中央军委副主席 |                                                                                      | [ 235 ]                                 |
| 林军                     |      | 1949年8月  | 福建安溪         | 中国侨联主席（至2017年6月） 中国侨联党组书记（至2017年5月） |                                                                                      | [ 236 ] [ 237 ]                         |
| 林左鸣                   |      | 1957年5月  | 福建诏安         | 中国航空工业集团公司董事长、党组书记 |                                                                                      | [ 238 ]                                 |
| 尚福林                   |      | 1951年11月 | 山东济南         | 中国银监会主席、党委书记（至2017年2月） 全国政协经济委员会副主任（2017年2月起） |                                                                                      | [ 239 ] [ 240 ]                         |
| 罗志军                   |      | 1951年11月 | 辽宁凌源         | 江苏省委书记（至2016年6月） 江苏省人大常委会主任（至2017年1月） 全国人大环境与资源保护委员会副主任委员（2016年7月起） |                                                                                      | [ 241 ] [ 242 ] [ 243 ]                 |
| 罗保铭                   |      | 1952年10月 | 天津             | 海南省委书记（至2017年3月） 海南省人大常委会主任（至2017年4月） 全国人大华侨委员会副主任委员（2017年4月起） |                                                                                      | [ 244 ] [ 245 ] [ 246 ]                 |
| 周济 院士                |      | 1946年8月  | 上海             | 中国工程院院长 中国工程院党组书记（至2017年5月） |                                                                                      | [ 247 ] [ 248 ]                         |
| 周强 首席大法官          |      | 1960年4月  | 湖北黄梅         | 湖南省委书记（至2013年3月） 湖南省人大常委会主任（至2013年5月） 最高人民法院院长（2013年3月起） |                                                                                      | [ 249 ] [ 250 ]                         |
| 周本顺                   |      | 1953年2月  | 湖南溆浦         | 中央政法委员会秘书长（至2013年3月） 河北省委书记（2013年3月至2015年7月） 河北省人大常委会主任（2014年1月至2015年7月） | 2015年7月24日涉嫌严重违纪违法接受组织调查， 10月16日公布开除党籍公职。               | [ 251 ] [ 174 ]                         |
| 周生贤                   |      | 1949年12月 | 宁夏吴忠         | 环境保护部部长（至2015年2月） 环境保护部党组书记（至2015年1月） 全国政协人口资源环境委员会副主任（2015年2月起） |                                                                                      | [ 252 ] [ 151 ]                         |
| 郑卫平 上将              |      | 1955年7月  | 山西万荣         | 南京军区政治委员（至2016年1月） 东部战区政治委员（2016年1月至2017年8月） 战略支援部队政治委员（2017年8月起） | 非十八大代表。 2015年7月晋升上将军衔。                                               | [ 64 ] [ 253 ]                          |
| 房峰辉 上将              |      | 1951年4月  | 陕西旬邑         | 中央军委委员 总参谋长（至2015年11月） 中央军委联合参谋部参谋长（2015年11月至2017年8月） | 2017年8月28日因涉嫌违纪违法接受组织谈话， 2018年1月9日移送军事检察机关依法处理。     | [ 254 ]                                 |
| 孟学农                   |      | 1949年8月  | 山东蓬莱         | 中直机关工委常务副书记（正部长级，至2013年1月） 全国政协社会和法制委员会主任（2013年3月起） |                                                                                      | [ 255 ] [ 256 ]                         |
| 孟建柱                   |      | 1947年7月  | 江苏吴县         | 中央政治局委员 中央政法委员会书记 国务委员（至2013年3月） 公安部部长、党委书记（至2012年12月） |                                                                                      | [ 257 ] [ 258 ]                         |
| 项俊波                   |      | 1957年1月  | 重庆             | 中国保监会主席、党委书记（至2017年4月） | 2017年4月9日涉嫌严重违纪接受组织审查， 9月23日公布给予开除党籍公职处分。             | [ 259 ] [ 260 ]                         |
| 赵实 （女）              |      | 1953年8月  | 北京             | 中国文联党组书记（至2017年3月） 中国文联副主席、书记处第一书记 |                                                                                      | [ 261 ]                                 |
| 赵正永                   |      | 1951年3月  | 安徽马鞍山       | 陕西省委副书记，省政府省长（至2012年12月） 陕西省委书记（2012年12月至2016年3月） 陕西省人大常委会主任（2013年1月至2016年4月） 全国人大内务司法委员会副主任委员（2016年4月起） |                                                                                      | [ 262 ] [ 263 ]                         |
| 赵乐际                   |      | 1957年3月  | 陕西西安         | 中央政治局委员 中央书记处书记 中央组织部部长 陕西省委书记（至2012年11月） 陕西省人大常委会主任（至2013年1月） |                                                                                      | [ 264 ]                                 |
| 赵克石 上将              |      | 1947年11月 | 河北高阳         | 中央军委委员 总后勤部部长（至2015年11月） 中央军委后勤保障部部长（2015年11月至2017年8月） |                                                                                      | [ 265 ] [ 266 ]                         |
| 赵克志                   |      | 1953年12月 | 山东莱西         | 贵州省委书记（至2015年7月） 贵州省人大常委会主任（2013年1月至2016年1月） 河北省委书记（2015年7月起） 河北省人大常委会主任（2016年1月起） |                                                                                      | [ 267 ]                                 |
| 赵宗岐 上将              |      | 1955年4月  | 黑龙江宾县       | 济南军区司令员（至2016年1月） 西部战区司令员（2016年1月起） | 2015年7月晋升上将军衔。                                                              | [ 268 ] [ 269 ]                         |
| 赵洪祝                   |      | 1947年7月  | 内蒙古宁城       | 中央书记处书记 中央纪律检查委员会副书记 浙江省委书记（至2012年11月） 浙江省人大常委会主任（至2013年1月） |                                                                                      | [ 270 ]                                 |
| 胡泽君 （女）            |      | 1955年3月  | 重庆             | 最高人民检察院常务副检察长、党组副书记（正部长级，至2017年4月） 审计署审计长、党组书记（2017年4月起） |                                                                                      | [ 271 ]                                 |
| 胡春华                   |      | 1963年4月  | 湖北五峰         | 中央政治局委员 内蒙古自治区党委书记（至2012年12月） 内蒙古自治区人大常委会主任（至2013年1月） 广东省委书记（2012年12月起） |                                                                                      | [ 272 ]                                 |
| 俞正声                   |      | 1945年4月  | 浙江绍兴         | 中央政治局常委 上海市委书记（至2012年11月） 全国政协主席（2013年3月起） |                                                                                      | [ 273 ]                                 |
| 姜大明                   |      | 1953年3月  | 山东荣成         | 山东省委副书记、省政府省长（至2013年3月） 国土资源部部长（2013年3月起） 国土资源部党组书记（2013年3月至2017年5月） |                                                                                      | [ 274 ] [ 275 ]                         |
| 姜异康                   |      | 1953年1月  | 山东招远         | 山东省委书记（至2017年3月） 山东省人大常委会主任（至2017年4月） 全国人大财政经济委员会副主任委员（2017年4月起） |                                                                                      | [ 276 ] [ 246 ]                         |
| 骆惠宁                   |      | 1954年10月 | 浙江义乌         | 青海省委副书记、省政府省长（至2013年3月） 青海省委书记（2013年3月至2016年6月） 青海省人大常委会主任（2013年3月至2017年1月） 山西省委书记（2016年6月起） 山西省人大常委会主任（2017年1月起） |                                                                                      | [ 277 ] [ 278 ]                         |
| 秦光荣                   |      | 1950年12月 | 湖南永州         | 云南省委书记、省人大常委会主任（至2014年10月） 全国人大内务司法委员会副主任委员（2014年11月起） |                                                                                      | [ 279 ]                                 |
| 袁纯清                   |      | 1952年3月  | 湖南汉寿         | 山西省委书记（至2014年8月） 山西省人大常委会主任（至2014年9月） 中央农村工作领导小组副组长（2014年8月起） |                                                                                      | [ 280 ] [ 281 ]                         |
| 袁贵仁                   |      | 1950年11月 | 安徽固镇         | 教育部部长（至2016年7月） 教育部党组书记（至2016年6月） 全国政协外事委员会副主任（2016年8月起） |                                                                                      | [ 282 ] [ 133 ]                         |
| 耿惠昌                   |      | 1951年11月 | 河北乐亭         | 国家安全部部长（至2016年11月） 国家安全部党委书记（至2015年4月） 全国政协港澳台侨委员会副主任（2016年11月起） |                                                                                      | [ 283 ] [ 284 ] [ 285 ]                 |
| 聂卫国                   |      | 1952年8月  | 重庆南川         | 国务院三峡工程建设委员会办公室主任、党组书记 |                                                                                      | [ 286 ] [ 287 ]                         |
| 栗战书                   |      | 1950年8月  | 河北平山         | 中央政治局委员 中央书记处书记 中央办公厅主任 中直机关工委书记 中央国家安全委员会办公室主任（2014年1月起） |                                                                                      | [ 288 ]                                 |
| 贾廷安 上将              |      | 1952年9月  | 河南叶县         | 总政治部副主任（至2015年11月） 中央军委政治工作部副主任（2015年11月至2017年1月） |                                                                                      | [ 289 ]                                 |
| 夏宝龙                   |      | 1952年12月 | 天津             | 浙江省委副书记、省政府省长（至2012年12月） 浙江省委书记（2012年12月至2017年4月） 浙江省人大常委会主任（2013年1月至2017年4月） 全国人大环境与资源保护委员会副主任委员（2017年4月起） |                                                                                      | [ 290 ] [ 291 ] [ 292 ]                 |
| 铁凝 （女）              |      | 1957年9月  | 河北赵县         | 中国作家协会主席 中国文学艺术界联合会主席（2016年12月起） |                                                                                      | [ 293 ]                                 |
| 徐守盛                   |      | 1953年1月  | 江苏如东         | 湖南省委副书记（至2013年3月） 湖南省政府省长（至2013年4月） 湖南省委书记（2013年3月至2016年8月） 湖南省人大常委会主任（2013年5月至2017年1月） 全国人大农业与农村委员会副主任委员（2016年9月起） |                                                                                      | [ 294 ]                                 |
| 徐绍史                   |      | 1951年10月 | 浙江宁波         | 国土资源部部长、党组书记（至2013年3月） 国家发展和改革委员会主任、党组书记（2013年3月至2017年2月） 全国政协人口资源环境委员会副主任（2017年2月起） |                                                                                      | [ 295 ] [ 240 ]                         |
| 徐粉林 上将              |      | 1953年7月  | 江苏金坛         | 广州军区司令员（至2015年11月） 中央军委联合参谋部副参谋长（2015年11月至2017年1月） | 2013年7月晋升上将军衔。                                                              | [ 296 ]                                 |
| 高虎城                   |      | 1951年8月  | 山西朔州         | 商务部国际贸易谈判代表兼副部长、党组副书记（正部长级，至2013年3月） 商务部部长、党组书记（2013年3月至2017年2月） 全国政协港澳台侨委员会副主任（2017年2月起） |                                                                                      | [ 297 ] [ 240 ]                         |
| 郭声琨 总警监            |      | 1954年10月 | 江西兴国         | 广西壮族自治区党委书记（至2012年12月） 广西壮族自治区人大常委会主任（至2013年1月） 公安部部长、党委书记（2012年12月起） 国务委员（2013年3月起） |                                                                                      | [ 298 ]                                 |
| 郭金龙                   |      | 1947年7月  | 江苏南京         | 中央政治局委员 北京市委书记（至2017年5月） |                                                                                      | [ 299 ] [ 300 ]                         |
| 郭庚茂                   |      | 1950年12月 | 河北冀州         | 河南省委副书记，省政府省长（至2013年3月） 河南省委书记（2013年3月至2016年3月） 河南省人大常委会主任（2013年4月至2016年4月） 全国人大农业与农村委员会副主任委员（2016年4月起） |                                                                                      | [ 301 ] [ 302 ]                         |
| 郭树清                   |      | 1956年8月  | 内蒙古察右后旗   | 中国证监会主席、党委书记（至2013年3月） 山东省委副书记，省政府代省长、省长（2013年3月至2017年2月） 中国银监会主席、党委书记（2017年2月起） |                                                                                      | [ 303 ]                                 |
| 黄兴国                   |      | 1954年10月 | 浙江象山         | 天津市委副书记，市政府市长（至2016年9月） 天津市委代理书记（2014年12月至2016年9月） | 2016年9月10日涉嫌严重违纪接受组织调查， 2017年1月4日公布给予开除党籍公职处分。       | [ 304 ] [ 305 ] [ 306 ]                 |
| 黄奇帆                   |      | 1952年5月  | 浙江诸暨         | 重庆市委副书记、市政府市长（至2016年12月） 全国人大财政经济委员会副主任委员（至2017年2月） |                                                                                      | [ 307 ] [ 308 ]                         |
| 黄树贤                   |      | 1954年9月  | 江苏扬中         | 中央纪委副书记（至2016年10月） 监察部部长、国家预防腐败局局长（2013年3月至2016年11月） 民政部党组书记（2016年10月起） 民政部部长（2016年11月起） |                                                                                      | [ 309 ]                                 |
| 曹建明 首席大检察官      |      | 1955年9月  | 江苏南通         | 最高人民检察院检察长 |                                                                                      | [ 310 ]                                 |
| 戚建国 上将              |      | 1952年8月  | 山东文登         | 副总参谋长（至2015年11月） 中央军委联合参谋部副参谋长（2015年11月至2017年1月） | 2014年7月晋升上将军衔。                                                              | [ 311 ]                                 |
| 常万全 上将              |      | 1949年1月  | 河南南阳         | 中央军委委员 国务委员，国防部部长（2013年3月起） |                                                                                      | [ 312 ]                                 |
| 鹿心社                   |      | 1956年11月 | 山东巨野         | 江西省委副书记（至2016年6月） 江西省政府省长（至2016年7月） 江西省委书记（2016年6月起） 江西省人大常委会主任（2017年1月起） |                                                                                      | [ 313 ]                                 |
| 彭勇 中将                |      | 1954年1月  | 河北卢龙         | 新疆军区司令员（至2017年1月） 新疆维吾尔自治区党委常委（至2013年11月） | 非十八大代表。                                                                       | [ 64 ] [ 314 ] [ 315 ]                  |
| 彭清华                   |      | 1957年4月  | 湖北大冶         | 香港中联办主任（至2012年12月） 广西壮族自治区党委书记（2012年12月起） 广西壮族自治区人大常委会主任（2013年1月起） |                                                                                      | [ 316 ] [ 317 ]                         |
| 蒋定之                   |      | 1954年9月  | 江苏溧阳         | 海南省委副书记，省政府省长（至2015年1月） 江苏省人大常委会常务副主任、党组书记（正省长级，2015年2月至2017年3月） 江苏省政协主席（2017年2月起） |                                                                                      | [ 318 ]                                 |
| 蒋建国                   |      | 1956年12月 | 湖南汉寿         | 新闻出版总署党组书记、副署长（至2013年3月） 国家新闻出版广电总局党组书记、副局长（2013年3月至2014年12月） 中央宣传部副部长、国务院新闻办公室主任（2014年12月起） |                                                                                      | [ 319 ]                                 |
| 蒋洁敏                   |      | 1955年10月 | 山东阳信         | 中国石油集团董事长、党组书记（至2013年3月） 国务院国有资产监督管理委员会主任、党委副书记（2013年3月至2013年9月） | 2013年9月1日涉嫌严重违纪接受组织调查， 2014年6月30日公布给予开除党籍公职处分。       | [ 320 ] [ 321 ]                         |
| 韩正                     |      | 1954年4月  | 浙江慈溪         | 中央政治局委员 上海市委书记 上海市政府市长（至2012年12月） |                                                                                      | [ 322 ] [ 323 ]                         |
| 韩长赋                   |      | 1954年10月 | 黑龙江宾县       | 农业部部长、党组书记 |                                                                                      | [ 324 ]                                 |
| 焦焕成                   |      | 1949年10月 | 山西昔阳         | 国务院副秘书长、机关党组副书记（至2015年10月） 国务院机关事务管理局局长、党组书记（正部长级，至2015年10月） 全国政协港澳台侨委员会副主任（2015年11月起） |                                                                                      | [ 325 ] [ 326 ]                         |
| 谢伏瞻                   |      | 1954年8月  | 湖北天门         | 国务院研究室主任、党组书记（至2013年3月） 河南省委副书记（2013年3月至2016年3月） 河南省政府省长（2013年4月至2016年4月） 河南省委书记（2016年3月起） 河南省人大常委会主任（2016年4月起） |                                                                                      | [ 327 ]                                 |
| 强卫                     |      | 1953年3月  | 江苏无锡         | 青海省委书记、省人大常委会主任（至2013年3月） 江西省委书记（2013年3月至2016年6月） 江西省人大常委会主任（2013年4月至2017年1月） 全国人大内务司法委员会副主任委员（2016年7月起） |                                                                                      | [ 242 ] [ 328 ]                         |
| 楼继伟                   |      | 1950年12月 | 浙江义乌         | 中国投资有限责任公司董事长、党委书记（正部长级，至2013年3月） 财政部部长、党组书记（2013年3月至2016年11月） 全国社会保障基金理事会理事长（2016年11月起） |                                                                                      | [ 329 ]                                 |
| 解振华                   |      | 1949年11月 | 天津             | 国家发展和改革委员会副主任、直属机关党委书记（正部长级，至2015年2月） 全国政协人口资源环境委员会副主任（2015年2月起） |                                                                                      | [ 330 ] [ 151 ]                         |
| 褚益民 上将              |      | 1953年7月  | 江苏如皋         | 沈阳军区政治委员（至2016年1月） 北部战区政治委员（2016年1月至2017年1月） | 2014年7月晋升上将军衔。                                                              | [ 331 ] [ 332 ]                         |
| 蔡武                     |      | 1949年10月 | 甘肃陇南         | 中央宣传部副部长，文化部部长、党组书记（至2014年12月） 全国政协外事委员会副主任（2015年2月起） |                                                                                      | [ 333 ] [ 151 ]                         |
| 蔡名照                   |      | 1955年6月  | 山东日照         | 人民日报社总编辑（至2013年4月） 中央宣传部副部长、国务院新闻办公室主任（2013年4月至2014年12月） 新华社社长、党组书记（2014年12月起） |                                                                                      | [ 334 ]                                 |
| 蔡英挺 上将              |      | 1954年4月  | 福建石狮         | 南京军区司令员（至2016年1月） 军事科学院院长（2016年1月至2017年1月） | 2013年7月晋升上将军衔。                                                              | [ 335 ] [ 114 ]                         |
| 蔡赴朝                   |      | 1951年4月  | 北京             | 中央宣传部副部长（至2016年9月） 国家广播电影电视总局局长、党组书记（至2013年3月） 国家新闻出版广电总局局长（2013年3月至2016年9月） 国家新闻出版广电总局党组副书记（2013年3月至2014年12月） 国家新闻出版广电总局党组书记（2014年12月至2016年9月） 全国政协教科文卫体委员会副主任（2016年11月起）                                                                       |                                                                                      | [ 336 ]                                 |
| 雒树刚                   |      | 1955年5月  | 河北南宫         | 中央宣传部副部长（正部长级，分管日常工作至2014年12月） 文化部部长、党组书记（2014年12月起） |                                                                                      | [ 337 ]                                 |
| 魏亮 上将                |      | 1953年2月  | 江苏高淳         | 广州军区政治委员（至2016年1月） 南部战区政治委员（2016年1月起） | 2014年7月晋升上将军衔。                                                              | [ 338 ]                                 |
| 魏凤和 上将              |      | 1954年2月  | 山东茌平         | 中央军委委员 第二炮兵司令员（至2015年11月） 火箭军司令员（2015年11月至2017年8月） | 2012年11月晋升上将军衔。                                                             | [ 339 ]                                 |

## 递补委员名单
| 姓名                         | 肖像                         | 出生日期                     | 籍贯                         | 任内要职 | 备注                         | 参考                         |
| 2014年10月十八届四中全会递补 | 2014年10月十八届四中全会递补 | 2014年10月十八届四中全会递补 | 2014年10月十八届四中全会递补 | 2014年10月十八届四中全会递补                                                                                                   | 2014年10月十八届四中全会递补 | 2014年10月十八届四中全会递补 |
| ---------------------------- | ---------------------------- | ---------------------------- | ---------------------------- | --- | ---------------------------- | ---------------------------- |
| 马建堂                       |                              | 1958年4月                    | 山东滨州                     | 国家统计局局长、党组书记（至2015年4月） 国家行政学院常务副院长（正部长级，2015年4月起） 国家行政学院党委副书记（2016年10月起） |                              | [ 341 ]                      |
| 王作安                       |                              | 1958年5月                    | 江苏宜兴                     | 国家宗教事务局局长、党组书记                                                                                                   |                              | [ 342 ]                      |
| 毛万春                       |                              | 1961年10月                   | 河南汤阴                     | 陕西省委常委 陕西省委组织部部长（至2016年11月） 陕西省委副书记（2016年10月起）                                                 |                              | [ 343 ]                      |
| 2015年10月十八届五中全会递补 |                              |                              |                              | |                              |                              |
| 刘晓凯 （苗族）              |                              | 1962年3月                    | 贵州台江                     | 贵州省委常委、统战部部长 |                              | [ 345 ]                      |
| 陈志荣 （黎族）              |                              | 1957年12月                   | 海南五指山                   | 海南省委常委、政法委书记（至2016年8月）                                                                                        | 2016年8月28日在北京逝世。    | [ 346 ]                      |
| 金振吉 （朝鲜族）            |                              | 1959年2月                    | 吉林延吉                     | 吉林省委常委、政法委书记（至2017年5月） 吉林省政协副主席、党组副书记（2017年1月起）                                            |                              | [ 347 ]                      |
| 2016年10月十八届六中全会递补 |                              |                              |                              | |                              |                              |
| 赵宪庚 院士                  |                              | 1953年11月                   | 山西忻州                     | 中国工程院副院长 |                              | [ 349 ]                      |
| 咸辉 （女，回族）            |                              | 1958年3月                    | 甘肃定西                     | 宁夏回族自治区党委副书记、自治区政府主席                                                                                       |                              | [ 349 ]                      |
| 2017年10月十八届七中全会递补 |                              |                              |                              | |                              |                              |
| 崔波                         |                              | 1957年7月                    | 山东邹城                     | 宁夏回族自治区政协副主席、党组副书记                                                                                           |                              | [ 351 ]                      |
| 舒晓琴 （女）                |                              | 1956年9月                    | 江西靖安                     | 国务院副秘书长 国家信访局局长、党组书记                                                                                        |                              | [ 351 ]                      |
| 马顺清 （回族）              |                              | 1963年1月                    | 青海西宁                     | 宁夏回族自治区党委常委、自治区政府副主席                                                                                       |                              | [ 351 ]                      |
| 王建军                       |                              | 1958年6月                    | 湖北十堰                     | 青海省委副书记、省政府省长 |                              | [ 351 ]                      |
| 李强                         |                              | 1959年7月                    | 浙江瑞安                     | 江苏省委书记、省人大常委会主任                                                                                                 |                              | [ 351 ]                      |
| 陈武 （壮族）                |                              | 1954年11月                   | 广西崇左                     | 广西壮族自治区党委副书记、自治区政府主席                                                                                       |                              | [ 351 ]                      |
| 陈鸣明 （布依族）            |                              | 1957年10月                   | 贵州贵定                     | 贵州省政府副省长 |                              | [ 351 ]                      |
| 赵立雄 （白族）              |                              | 1956年12月                   | 云南大理                     | 云南省人大常委会副主任 |                              | [ 351 ]                      |
| 赵树丛                       |                              | 1955年3月                    | 山东诸城                     | 国家林业局原局长、党组书记 |                              | [ 351 ]                      |
| 段春华                       |                              | 1959年10月                   | 河北容城                     | 天津市委常委 天津市政府常务副市长、党组副书记                                                                                  |                              | [ 351 ]                      |
| 洛桑江村 （藏族）            |                              | 1957年7月                    | 西藏察雅                     | 西藏自治区党委副书记、自治区人大常委会主任                                                                                     |                              | [ 351 ]                      |